# 동두천시장 선거
동두천시장 선거는 경기도 동두천시의 시장을 선출하는 선거이다.

## 역대 민선 동두천시장
| 선거   | 정당 | 정당           | 시장   |
| ------ | ---- | -------------- | ------ |
| 1995년 |      | 민주자유당     | 방제환 |
| 1998년 |      | 한나라당       | 방제환 |
| 2002년 |      | 한나라당       | 최용수 |
| 2006년 |      | 한나라당       | 최용수 |
| 2007년 |      | 무소속         | 오세창 |
| 2010년 |      | 무소속         | 오세창 |
| 2014년 |      | 새정치민주연합 | 오세창 |
| 2018년 |      | 더불어민주당   | 최용덕 |
| 2022년 |      | 국민의힘       | 박형덕 |

## 역대 선거 결과

### 제1회 전국동시지방선거
|  | 30.12% |

|  | 26.13% |

|  | 21.19% |

|  | 11.84% |

|  | 10.71% |

### 제2회 전국동시지방선거
|  | 42.39% |

|  | 32.57% |

|  | 25.02% |

### 제3회 전국동시지방선거
|  | 71.49% |

|  | 28.50% |

### 제4회 전국동시지방선거
|  | 50.68% |

|  | 31.57% |

|  | 17.74% |

### 2007년 대한민국 재보궐선거
최용수 시장의 사임으로 인해 치러진 2007년 대한민국 재보궐선거에서 무소속 오세창 후보가 당선되었다.

### 제5회 전국동시지방선거
|  | 61.35% |

|  | 38.64% |

### 제6회 전국동시지방선거
|  | 40.17% |

|  | 38.36% |

|  | 21.46% |

### 제7회 전국동시지방선거
|  | 51.08% |

|  | 40.10% |

|  | 8.81% |

### 제8회 전국동시지방선거
|  | 53.95% |

|  | 43.01% |

|  | 3.03% |